# Delta Plus Group
Delta Plus Group (Euronext: ALDLT) es una empresa francesa creada en 1977 y ubicada en Apt.
La empresa diseña, normaliza, fabrica y comercializa Equipos de Protección Individual (EPI) y equipos de protección colectiva para profesionales.
El Grupo Delta Plus emplea a casi 3500 personas en 2023, tiene 46 filiales en todo el mundo, cubriendo 110 países y tiene 18 sitios de producción. Su oferta de productos consta de 1.200 artículos.